# Sof'ja Muratova
Sof'ja Ivanovna Poduzdova, coniugata Muratova (in russo Софья Ивановна Подуздова-Муратова?; Leningrado, 13 luglio 1929 – Mosca, 25 settembre 2006), è stata una ginnasta sovietica, vincitrice di otto medaglie ai Giochi olimpici estivi e cinque ai Campionati mondiali di ginnastica artistica.

## Biografia
Il nome di famiglia dell'atleta era Подуздова (Poduzdova); il cognome Muratova fu assunto dopo il matrimonio con il collega ginnasta Valentin Muratov, futuro vincitore di quattro medaglie d'oro alle Olimpiadi e futuro allenatore della squadra nazionale sovietica dal 1960 al 1968. Sof'ja Muratova trascorse l'infanzia e la prima giovinezza durante gli anni difficili della seconda guerra mondiale. Quando iniziò l'assedio di Leningrado, i bambini vennero evacuati e Sof'ja, assieme con la figlia della sorella maggiore, fu trasferita dapprima a Rybinsk e successivamente a Kazan' e a Kujbyšev; la madre Natal'ja Poduzdova morì invece nel 1942 durante l'assedio di Leningrado.
A causa dei frequenti spostamenti Sofija ebbe difficoltà nel frequentare con continuità le scuole primarie; poté invece dedicarsi alla ginnastica artistica a partire dal 1943. Nel 1945 vinse il primo campionato giovanile a Leningrado e nel 1949 entrò nella squadra nazionale dell'URSS. Dal matrimonio con Valentin Muratov, avvenuto nel 1951, nacquero due figli: Sergej nel 1952 e Andrej nel 1961. Sof'ja vinse ben quarantanove medaglie nei concorsi nazionali in URSS; ma fu sfortunata in occasione dei grandi eventi internazionali quali i Campionati del Mondo o le Olimpiadi. A causa di un infortunio non poté prendere parte alle Olimpiadi del 1952, mentre nei Campionati del Mondo del 1954 si fratturò un braccio dopo aver vinto la medaglia d'oro nella prova a squadre e non poté continuare nelle prove individuali.
In qualità di allenatore della squadra nazionale sovietica di ginnastica artistica, Valentin Muratov fu anche allenatore della moglie fino al 1964, anno in cui Sof'ja fece parte della nazionale sovietica. In seguito Sof'ja affiancò il marito come allenatrice. Valentin Muratov scomparve pochi giorni dopo la morte della moglie.

## Attività agonistica
Tra il 1949 e il 1964 Sof'ja Muratova vinse per ben sette volte il concorso individuale nei campionati nazionali sovietici, ma non riuscì mai a vincere un titolo individuale in competizioni  internazionali. Sfiorò la vittoria nei Giochi della XVII Olimpiade (Roma, 1960), finendo seconda nel volteggio e raccogliendo quattro medaglie di bronzo fra il 1956 e il 1960. Vinse tre medaglie d'oro a squadra nei Campionati del Mondo del 1954, del 1958 e del 1962 e due medaglie d'oro nei concorsi a squadra nelle Olimpiadi del 1956 e del 1960.

### Medagliere (Olimpiadi escluse)
| Anno | Evento          | Individuale | Squadra | Volteggio | Parallele | Trave | Corpo libero | Anelli |
| ---- | --------------- | ----------- | ------- | --------- | --------- | ----- | ------------ | ------ |
| 1949 | Campionato URSS |             |         | I         |           |       | II           |        |
| 1950 | Campionato URSS |             |         | I         |           | I     | II           |        |
| 1951 | Campionato URSS | III         |         |           |           |       |              |        |
| 1954 | Mondiali 1954   |             | I       |           |           |       |              |        |
| 1954 | Campionato URSS | I           |         |           | I         | II    |              | II     |
| 1955 | Campionato URSS | I           |         |           | I         | III   | I            |        |
| 1955 | Coppa URSS      | I           |         |           |           |       |              |        |
| 1956 | Campionato URSS | II          |         |           | I         | III   |              |        |
| 1957 | Campionato URSS | I           |         | I         | I         | I     | II           |        |
| 1958 | Mondiali 1958   |             | I       | II        |           | II    |              |        |
| 1958 | Campionato URSS | II          |         | I         | III       |       | III          |        |
| 1959 | Campionato URSS | II          |         | I         | II        |       |              |        |
| 1960 | Campionato URSS | I           |         |           | III       | I     |              |        |
| 1962 | Mondiali 1962   |             | I       |           |           |       |              |        |
| 1962 | Campionato URSS | II          |         |           |           |       |              |        |
| 1963 | Campionato URSS | I           |         | III       | III       | II    |              |        |
| 1963 | Coppa URSS      | II          |         |           | II        | III   |              |        |
| 1964 | Campionato URSS |             |         |           | II        | III   |              |        |
| 1964 | Coppa URSS      | I           |         |           |           |       |              |        |